# Joseph Bonnel (scientifique)
Pour les articles homonymes, voir Joseph Bonnel et Bonnel.
Louis Florentin Joseph Bonnel, né à Romenay (Saône-et-Loire) le 22 juin 1826, est un professeur de mathématiques et mathématicien français, mort à Lyon 5e, le 3 août 1902.

## Biographie

### Études
Il commence ses études au collège de Pont-de-Veyle que dirige son père, les poursuit au petit séminaire de Meximieux, et les termine au collège royal de Lyon dans la classe de philosophie de l’abbé Noirot. Reçu bachelier ès lettres en 1845, il se tourne vers les sciences, entre en préparation au collège Stanislas à Paris. Faute de réussir au concours de l’École normale supérieure, il passe celui de l’École nationale d’administration où il est admis en 1849.

### Vie Professionnelle
À sa sortie de l'ENA, il est envoyé comme régent au collège de Montauban en octobre 1851, puis au lycée de Lyon, comme professeur de mathématiques. Il passe l’agrégation de mathématiques en 1859, ce qui lui permet d’obtenir une chaire à l’université de Lyon. Opposé à tout ce qui s’écarte de la géométrie euclidienne, il fait une série de conférences sur les définitions et les hypothèses de cette science, par exemple la Critique de la géométrie non-euclidienne de Lobatchevski (29 mai 1888).

### Vie de Famille
Le 8 décembre 1858, Joseph Bonnel épouse à Lyon Joséphine Wilhelmine Alice Hermann (1838-1879), fille de Guillaume Édouard Hermann, négociant, et de Pierrette Julie Davallon. Ils auront quatre enfants.

### Académie des sciences et des belle-lettres de Lyon
Il est élu le 1ᵉʳ décembre 1874, au fauteuil 6, section 1 Sciences. Son discours de réception, prononcé le 21 décembre 1875, porte sur L’origine et les progrès de l’astronomie ancienne et sur la découverte des mouvements réels de la terre par les astronomes grecs.
Pour le second centenaire de la fondation de l’Académie, il rédige une histoire de l’Académie qui prend la suite des publications de J.B. Dumas et C. L. Grandperret pour la période révolutionnaire et pour la période de 1840 à 1891 : Résumé de l’histoire de l’académie avant la Révolution (2 avril 1889).

## Publications
- Éléments de géométrie, Lyon : Palud, 1854 ; 4e éd. 1901.
- Éléments de cosmographie, Paris : Delagrave, 1856, 4e éd., 1879.